# MAVERICK
『MAVERICK』（マーヴェリック）は、2010年6月23日に発売されたMEGの7枚目のアルバム。

## 概要
- 『BEAUTIFUL』以来約1年ぶりとなる中田ヤスタカプロデュースによる4枚目のアルバム。
- 初回限定盤には24p写真集・ポストカード・ステッカー付きの豪華BOX仕様。
- iTunes Music Storeでは1週間前の6月17日から全曲が先行配信されている。

## 収録曲

### CD
1. N07B
  - タイトルは「エヌ・ゼロ・ナナ・ビー」と読む。docomo SMART series N-07B amadanaケータイ購入者特典のオリジナル着信音。
2. GRAY
  - 14thシングル「SECRET ADVENTURE」のカップリング曲。
3. DESTINATION
4. HANABI
5. MOSHIMO
6. GROOVY
7. YOU
8. SECRET ADVENTURE
  - 14thシングル表題曲。
9. OUR SPACE
10. STORY
11. MAVERICK